# GunZ: The Duel
GunZ: The Duel (em coreano: 건즈 온라인), conhecido como GunZ ou The Duel, é um jogo MMO de ação e tiro em terceira pessoa. Foi criado, desenvolvido e administrado pela Maiet Entertainment (empresa da Coreia do Sul). Atualmente, ele é administrado pela MasangSoft Inc. (outra empresa da Coreia do Sul).
Empresas como a Level Up! Games (Filipinas), a IJJI(Estados Unidos) e a Netmarble (Coreia do Sul) realizavam a distribuição brasileira, americana e coreana do jogo. Atualmente, todas estas distribuidoras encerraram as suas distribuições deste jogo.

## História
Continente Astra, um mundo repleto de fantasia, onde um impulso rumo a modernização seguiu um cataclisma industrial, 50 anos se passaram desde o fim da guerra entre a República e o Império, chegando a era da aventura.
Aventureiros, Caçadores de Tesouro e Mercenários atravessam a linha entre o Império e a República, e agora é vez do jogador escolher de que lado deseja ficar: encará-los de frente em batalhas, espiá-los ou se juntar aos mesmos.

## Sistema
O jogador recebe moedas como Bounty (conseguida mediante o acúmulo de mortes) ou Cash (conseguida mediante o pagamento em dinheiro) sendo utilizadas para conseguir novos itens como armas brancas (exs. adagas, espadas e kodachis), armas de fogo (exs. escopetas, metralhadoras e rifles), roupas (exs. chapéus), acessórios (exs. anéis que afetam diretamente os atributos dos jogadores), entre outros.
O jogador recebe ou perde Exp (pontos de experiência). Ele recebe Exp mediante a eliminação de outros jogadores ou de monstros presentes nas missões do modo Quest. Ele perde Exp mediante o suicídio, a morte acidental ou quando ele possui um nível X e é eliminado por outro jogador de nível menor que X-7 (conforme o canal), sendo possível a regressão de nível conforme o número de perdas.
O uso de equipamentos e as entradas de canais são definidos conforme a quantia de Exp acumulada. A quantia de Bounty e Exp é recebida conforme o nível do jogador derrotado.

## Encerramentos e Direitos Autorais
A distribuição brasileira do jogo, realizada pela Level Up! Games, foi encerrada em 2011.
A distribuição americana do jogo, realizada pela IJJI e posteriormente pela Aeria Games, foi encerrada em Maio de 2013 (sendo anunciado o encerramento para 30 de novembro de 2012).
A distribuição coreana do jogo, realizada pela Netmarble, atualmente está encerrada (sendo anunciado o encerramento para 24 de agosto de 2014).
Em 06/01/2016, a MasangSoft Inc, após comprar da Maiet Entertainment todos os direitos autorais relacionados ao jogo, abriu o novo servidor do jogo para os jogadores sul-coreanos e, em 08/01/2016, emitiu ordens de DMCA para o encerramento de todos os servidores sul-coreanos que possuem irregularidades ou que utilizam conteúdo privado de forma ilegal.

## Gunz 2: The Second Duel
GunZ 2: The Second Duelé a sequência do primeiro jogo anunciada pela Maiet Entertainment em 2008.
O seu lançamento foi previsto para o início de 2010mas a sua previsão de lançamento acabou sendo prorrogada para Dezembro de 2011 e acabou não sendo lançado neste período.
A sua Open Beta (acesso antecipado) europeia foi lançada em Agosto De 2013. Ele foi aceito na Steam pelo Steam Greenlight. Ele teve a sua Open Beta lançada em Fevereiro de 2014 para os demais países. Ele saiu primeiro em inglês e em coreano, possuindo suporte para outros idiomas, que por sua vez não obteve sucesso e assim as ações de servidores "clandestinos" são mais frenquentes com a primeira versão lançada em 2003.